# 3 (film)
3 è un film del 1996 diretto ed interpretato da Christian De Sica.

## Trama
Sul finire del Settecento, in Toscana, il barone Jacopo del Serchio e sua moglie Chiara nella loro bella villa conducono una vita eccentrica e stravagante. Il barone, libertino e miscredente, accoglie in casa il vescovo di Pisa che vuole per il Papa un po' del pregiato olio del barone ma costui oppone un netto rifiuto. In seguito il marchese de Carolis offeso per le "attenzioni" verso la propria sposa, sfida a duello il barone, che lo ferisce dopo averlo distratto. Quando la baronessa parte per visitare la propria madre, il barone si consola immergendosi in sogni e fantasie erotiche; poi passa a "gettare" il pane ai poveri; discute con i servi sulla "rivoluzione" esplosa in Francia e, per apparire liberale, li invita a mensa; si dichiara allergico ai nobili e preti e come segno della sua liberalità, fornisce armi e cavalli ai servi che vogliono andare in Francia a combattere con i rivoluzionari, trattenendo come ostaggio e "pegno" Leonardo, un giovane garzone di cui subisce un certo fascino.
Anche Chiara, di ritorno in villa, rimane colpita dal fascino del giovane garzone, che viene lavato, vestito e introdotto in villa. In occasione di una festa Leonardo si siede a mensa con Chiara, ma è il barone che lancia all'uomo un ambiguo segnale. Leonardo ha altre idee: va nella scuderia e, preso un cavallo, cerca di fuggire: vuole recarsi anche lui in Francia, ma viene scoperto e incatenato. Dopo un incontro "intimo" con il barone, a cui chiede di liberare Leonardo, Chiara va a visitare il garzone incatenato. Frattanto al barone viene riferito che i briganti hanno ucciso i servi partiti per la Francia ed hanno rubato i cavalli. Il barone allora libera Leonardo e lo abbraccia. Poi Leonardo si incontra con Chiara: ora il "triangolo" è completo.
Dopo un'orgia a tre, il barone e Leonardo si sfidano in una corsa a cavallo che termina in un alterco: Leonardo pretende Chiara, la violenta e dopo un duro confronto con il barone fugge. Successivamente il medico annuncia al barone che la baronessa è incinta. Tale notizia crea dubbi e crisi nel barone, cui la presenza del vescovo in villa offre una nuova occasione per sottolinearne, in un penoso confronto, la totale amoralità. Frattanto il bimbo nato da un rapporto di Chiara e Leonardo, cresce. Finché un giorno Leonardo torna gradito ospite dal barone e dalla baronessa: il "triangolo" così può riprendere. Il barone alla fine dichiara "nel 1798 la rivoluzione era già stata fatta, ma noi tre l'avevamo sicuramente vinta".

## Critica
"Strano film italiano di cospicuo investimento, di ottima ricostruzione, per una volta lontano dai nostri tristi "instant-movie", che riesce a non essere molto lontano da certe produzioni alla Frears o alla francese. Davvero una bella sorpresa. Soprattutto per il testo fuori campo e i dialoghi, misurati e di alto livello, scritti da Giovanni Veronesi."
"Se riuscite a prendere sul serio Christian De Sica imparruccato nei panni di un esteta che tiene statue viventi in giardino e nutre un sacro orrore per la violenza e i suoi riti (caccia, duelli); se non vi ferisce le orecchie il gergo tardonesco ("ti sei bevuto il cervello, ci fate un culo così") paracadutato nel secolo dei Lumi; se insomma superato lo choc di una ricostruzione che per essere schietta è soprattutto sciatta, sotto la crosta popolaresca della confezione troverete un singolare (e sentito) inno alla tolleranza (nelle stalle del barone c'è anche una specie di Lothar, messo lì a ricordarci le mille facce del razzismo), un elogio ostentato e naif dell'amore libero affidato alla figura di questo malinconico Pigmalione bisex. Che però ha troppo in odio "gli intellettuali! ("tutti col complesso del Padreterno") per non ritrovarsi isolato nella sua battaglia. Caro barone, i libertini erano anzitutto filosofi. Ridurli a dispensatori di biscottini fallici ed elogi del culo in versi significa mortificarli un tantino." (Il Messaggero, Fabio Ferzetti, 6 ottobre 1996)
"Film insolito nel panorama del nostro cinema (lo si direbbe più francese che italiano per il deliberato gusto del racconto erotico-filosofico tipico del secolo dei lumi), '3' avrebbe forse richiesto uno stile meno rigidamente realistico, più morbido e avvolgente. E tuttavia costituisce un'operina di intrigante ispirazione, contrappuntata di tocchi gustosi come la canzone a "double face" in cui si esibisce il protagonista, la tirata sul deretano del caratterista napoletano Tommaso Bianco, la gara per spaccare i cocomeri a testate e la gran scena dell'arcivescovo affidata a quel godibile miniaturista del recitare estroso che è Leo Gullotta." (Tullio Kezich, 'Corriere della Sera', 7 ottobre 1996)
"Per chi conoscesse Christian De Sica solo come l'attore del cinepanettone natalizio o come il figurante per gli spot di un troppo noto gestore di telefonia mobile, un film come 3 potrebbe risultare, nella migliore delle ipotesi, spiazzante. Non c'è quasi traccia, infatti, in questa pellicola, di quei vezzi che, nel corso degli ultimi anni, si sono a tal punto sedimentati sui modi e sulla gestualità di De Sica attore sino a ridurlo a maschera. E poco è anche lo spazio per quell'umorismo di chiara impostazione scatologica che tanto ha appesantito gli ultimi film da lui interpretati. Al contrario, visto con il senno di poi, giudicato col pensiero rivolto a quella che è stata la commedia pecoreccia di maggior successo al botteghino degli ultimi anni, 3 non può non apparirci come l'espressione incompiuta di quella strada che la nostra commedia avrebbe potuto intraprendere se non gliene fosse mancato, all'ultimo momento, il coraggio. Ed è la strada di una commedia di caratteri e di contenuti, la strada di un cinema che pensa ai discorsi che cerca il confronto con la Storia, che vuole porsi all'interno del solco di una tradizione ben precisa con la volontà di aprirsi ad un dibattito culturale che non si esaurisca alla risata bassa e grassa di fronte all'astrazione di un umorismo che ripete le sue formule nella totale incapacità di aprirsi al troppo elaborato concetto di variazione. 3, in questo sguardo che si mantiene squisitamente ‘a posteriori’, è simbolo inespresso, non detto, di quel bivio in cui ad un certo punto si è trovato non solo il De Sica attore, ma tutto il nostro cinema. La scelta non certo edipica tra l'autonomia dal grande pubblico che avrebbe condannato l'industria alla piccola produzione di qualità e il totale cedimento alla tirannia della massa con il conseguente appiattimento culturale sulle categorie della commedia bassa, da supermercato. Il film di De Sica (qui alla sua quarta prova come regista), in effetti, si ferma ben prima di scegliere una di queste due possibili direzioni. Non rappresenta, nel contesto della produzione del tempo, una presa di posizione. È, semmai, l'esitazione di fronte all'aprirsi delle due possibilità. Ma è anche, al tempo stesso, la definitiva prefigurazione del baratro verso cui il cinema tutto si stava baldanzosamente e abbastanza inconsapevolmente dirigendo. Tutto questo discorso è abilmente e consapevolmente esemplificato nell'episodio che vede protagonisti gli attori ingaggiati dal barone Del Serchio (il protagonista della pellicola) per allietare una delle tipica serata di corte. Come in Shakespeare la rappresentazione nella rappresentazione serve, prima di tutto, a creare il veicolo ideale per la rivelazione numinosa di una sia pur piccola verità. Nella cena immediatamente successiva alla rappresentazione, infatti, il capocomico dichiara orgogliosamente alla nobiltà convenuta che ha sempre preferito accontentarsi di bassi salari pur di poter continuare a recitare, in assoluta autonomia, i propri testi senza doversi piegare alla tirannia di altri autori. Ma, di fronte all'offerta di ben mille fiorini per ‘mostrare il culo’, non riesce a tirarsi indietro e si fa schiavo, sia pure solo nello spazio di un gesto tanto dissacratorio quanto al fondo (auto)polemico, di un meccanismo di consumo spettacolare più grande di lui. Così è, in fondo, il destino di tutto il nostro cinema. Ed è per questo che guardando 3 la nostra attenzione non va tanto sulla logica decisamente pruriginosa dell'intreccio (che parla di un ménage a trois decisamente sui generis), né si sofferma sui palesi difetti di una messa in scena troppo frammentaria costruita su episodi spesso troppo autonomi tra loro, ma si ferma tutta nello spazio di un rimpianto verso un cinema che avrebbe potuto essere e non è stato. All'uscita si disse che il film (dedicato apertamente al grande Vittorio De Sica) era tanto ambizioso nei contenuti quanto sostanzialmente carente nella forma. Si scrisse che il regista peccava di presunzione laddove gli attori sembravano troppo moderni per essere credibili figure di un film in costume. Si disse, infine, che il Settecento di De Sica era troppo imbevuto di oggi e che l'ambientazione finiva per diventare troppo presto un mero pretesto. In ciascuno di questi difetti non possiamo non cogliere un fondo di verità. Eppure le immagini giammai troppo sontuose di cui è composto 3 sono a tal punto pregne di un senso di morte e di lento disfacimento che ogni altra considerazione finisce per cadere in secondo piano. Perché questo clima funereo si adatta bene al canto di una nobiltà che inesorabilmente cede all'avanzata del nuovo (che ha anche la volgarità del personaggio di Conticini che dapprima si abbevera agli ideali rivoluzionari e poi fin troppo ansioso di poter migliorare la propria condizione). Ma si adatta ancora di più all'inizio dell'inarrestabile agonia della nostra industria che sempre più si abitua ad incassare solo una volta l'anno."

## Location
- La villa dove abita il barone Del Serchio è la Villa Reale di Marlia di Capannori (LU)[4]
- Tenuta Salviati di Migliarino Pisano (PI)[5]